# Гималия
Гималия (др.-греч. Ἱμαλία) — нимфа с Родоса. Когда Зевс одолел титанов, он вступил с ней в любовную связь, и она родила сыновей: Спартея, Крония и Китоса. Её именем назван один из спутников Юпитера.
Дженнифер Ларсон отмечает, что составитель словаря Гесихий Александрийский приводит слово «ίμαλιά», обозначающее изобилие пшеничной муки, и указывает на сельскохозяйственную коннотацию имён.
сыновей: «Спартей означает посев, а Китос означает корзину или кувшин. Кроний означает потомка Кроноса, бога Золотого века».